# Mitglieder der Württembergischen Landstände 1882 bis 1889
Diese Liste umfasst die Mitglieder der Württembergischen Landstände des Königreichs Württemberg in der Wahlperiode von 1882 bis 1889.
Während dieser Wahlperiode tagte der 29. ordentliche Landtag vom 9. Januar 1883 bis zum 9. März 1886 und der 30. ordentliche Landtag vom 12. März 1886 bis zum 7. Dezember 1888.

## Das Präsidium der Ersten Kammer (Kammer der Standesherren)
29. und 30. Landtag: 

Präsident: Fürst Wilhelm von Waldburg zu Zeil und Trauchburg 

Vizepräsident: Fürst Hermann zu Hohenlohe-Langenburg

## Die Mitglieder der Ersten Kammer

### Prinzen des Hauses Württemberg
- Königlicher Prinz Wilhelm von Württemberg
- Königlicher Prinz August von Württemberg († 1885), war in dieser Wahlperiode nie persönlich anwesend
- Herzog Alexander Konstantin von Württemberg († 1885)
- Herzog Wilhelm von Württemberg war in dieser Wahlperiode nie persönlich anwesend
- Herzog Nikolaus von Württemberg  war nie persönlich anwesend
- Herzog Maximilian von Württemberg († 1888), war in dieser Wahlperiode nie persönlich anwesend
- Herzog Philipp von Württemberg war in dieser Wahlperiode nie persönlich anwesend
- Herzog Albrecht von Württemberg 1887 legitimiert und eingetreten

### Standesherren
- Fürst Ludwig zu Bentheim und Steinfurt war nie persönlich anwesend. Er ließ sich vertreten durch seinen Sohn und Nachfolger Alexis zu Bentheim und Steinfurt
- Fürst Karl Egon III. zu Fürstenberg war nie persönlich anwesend und ließ sich vertreten
- Fürst Albert zu Hohenlohe-Bartenstein-Jagstberg
- Fürst Johannes zu Hohenlohe-Bartenstein und Jagstberg
- Fürst Hermann zu Hohenlohe-Langenburg
- Fürst Hugo zu Hohenlohe-Öhringen, bzw. stellvertretend dessen Sohn, der Prinz Christian Kraft zu Hohenlohe-Öhringen, der sich jedoch ebenfalls stets vertreten ließ
- Fürst Friedrich zu Hohenlohe-Waldenburg-Schillingsfürst († 1884), bzw. als Stellvertreter und Nachfolger sein Sohn Nikolaus, Fürst zu Hohenlohe-Waldenburg-Schillingsfürst († 1886), gefolgt von seinem Bruder Friedrich Karl II., Fürst zu Hohenlohe-Waldenburg-Schillingsfürst
- Graf Alfred von Königsegg-Aulendorf, vertreten durch seinen Sohn Franz Xaver von Königsegg-Aulendorf
- Fürst Wilhelm zu Löwenstein-Wertheim-Freudenberg († 1887), bzw. als Stellvertreter und Nachfolger sein Sohn Fürst Ernst zu Löwenstein-Wertheim-Freudenberg
- Fürst Karl zu Löwenstein-Wertheim-Rosenberg
- Graf Erwin Franz von Neipperg, vertreten durch seinen Sohn Reinhard von Neipperg
- Fürst Karl Friedrich Kraft zu Oettingen-Wallerstein war nie persönlich anwesend
- Graf Kurt von Pückler-Limpurg († 1888) bzw. sein Nachfolger Ludwig August, Graf Pückler-Limpurg
- Graf Otto Wilhelm von Quadt zu Wykradt und Isny vertreten durch seinen Sohn, Bertram von Quadt-Wykradt-Isny
- Graf Albert von Rechberg und Rothenlöwen zu Hohenrechberg († 1885), bzw. sein Sohn Otto, Graf von Rechberg und Rothenlöwen zu Hohenrechberg als Stellvertreter und Nachfolger
- Graf Heinrich von Schaesberg-Thannheim
- Fürst Maximilian Maria von Thurn und Taxis (†1885), bzw. sein Bruder und Nachfolger Albert, Fürst von Thurn und Taxis, waren beide als Standesherren nie anwesend.
- Franz, Fürst von Waldburg zu Wolfegg und Waldsee
- Fürst Wilhelm von Waldburg zu Zeil und Trauchburg
- Fürst Eberhard II. von Waldburg zu Zeil und Wurzach
- Fürst Alfred zu Windischgrätz, als Standesherr nie anwesend.

### Auf Lebenszeit ernannte Mitglieder
- Wilhelm von Bätzner 1884 ernannt und 1885 eingetreten
- Freiherr Moritz von Gemmingen-Guttenberg-Bonfeld († 1883)
- Ernst von Geßler († 1884)
- Johannes von Kuhn († 1887)
- Freiherr Joseph von Linden
- Andreas von Renner
- Karl von Riecke
- Otto von Sarwey 1883 ernannt und eingetreten
- Hermann von Werner

## Das Präsidium der Zweiten Kammer  (Kammer der Abgeordneten)
29. Landtag vom 9. Januar 1883 bis zum 9. März 1886: 

Alterspräsident: Moriz Mohl 

Präsident: Karl von Hohl 

Vizepräsident:  Dr. Friedrich von Lenz
30. Landtag vom 13. März 1886 bis zum 7. Dezember 1888:

Alterspräsident: Moriz Mohl († 1889) 

Präsident: Karl von Hohl 

Vizepräsident: Dr. Friedrich von Lenz bis zur Niederlegung seines Mandats im November 1886, danach Dr. Karl Göz (DP)

## Die 23 bevorrechtigten Mitglieder der Zweiten Kammer

### Vertreter der Ritterschaft des Neckarkreises
- Freiherr Joseph von Ellrichshausen
- Freiherr Wilhelm von Gemmingen-Guttenberg-Bonfeld
- Freiherr Karl von Varnbüler

### Vertreter der Ritterschaft des Jagstkreises
- Freiherr Erwin von Seckendorff-Gudent
- Freiherr Wilhelm von Stetten
- Freiherr Georg von Woellwarth-Lauterburg

### Vertreter der Ritterschaft des Schwarzwaldkreises
- Freiherr Wilhelm von Gültlingen
- Freiherr Edmund von Ow
- Freiherr Johann Otto von Ow

### Vertreter der Ritterschaft des Donaukreises
- Freiherr Benno von Herman
- Freiherr Wilhelm König von Königshofen
- Freiherr Richard König von und zu Warthausen
- Moritz Schad von Mittelbiberach

### Vertreter der evangelischen Landeskirche
- Generalsuperintendent von Heilbronn: Karl Emmerich Ludwig von Raiffeisen
- Generalsuperintendent von Ludwigsburg: Albert von Hauber und seit 1883 Paul Friedrich von Lang
- Generalsuperintendent von Reutlingen: Dr. Georg Heinrich von Merz
- Generalsuperintendent von Hall: Johann Friedrich Karl von Beck und  seit 1886 Ernst von Ege
- Generalsuperintendent von Tübingen: Dr. Ludwig von Georgii
- Generalsuperintendent von Ulm: Paul Friedrich von Lang bis 1883; und  seit 1884 Karl Johann Friedrich von Lechler

### Vertreter des Bistums Rottenburg
- Bischof von Rottenburg: Karl Joseph von Hefele ließ sein Mandat stets ruhen
- Domkapitular von Rottenburg: Wilhelm von Reiser und seit 1886 Richard von Rieß
- Dienstältester katholischer Dekan: Marcell Binder († 1883)[1] und  seit 1884 Johann Georg Kollmann

### Kanzler der Universität Tübingen
- Gustav von Rümelin

## Die 70 gewählten Abgeordneten der Zweiten Kammer

### Die Abgeordneten der sieben „guten Städte“
| Stadt       | Name                                            | Partei       |
| ----------- | ----------------------------------------------- | ------------ |
| Stuttgart   | Friedrich von Hack (1884 Mandat niedergelegt)   |              |
| Stuttgart   | Hermann Tafel                                   | VP           |
| Tübingen    | Wilhelm von Wolff                               | DP           |
| Ludwigsburg | Heinrich von Abel                               | DP           |
| Ellwangen   | Friedrich Landauer                              | Landespartei |
| Ulm         | Robert Ebner                                    | VP           |
| Heilbronn   | Karl Wüst (legte 1883 sein Mandat nieder)       |              |
| Heilbronn   | Adolf Feyerabend                                |              |
| Reutlingen  | Julius von Benz (legte 1883 sein Mandat nieder) |              |
| Reutlingen  | Friedrich Baur                                  |              |

### Die Abgeordneten der Oberämter desNeckarkreises
| Oberamt           | Name                                             | Partei |
| ----------------- | ------------------------------------------------ | ------ |
| Backnang          | Friedrich Ellinger                               | VP     |
| Besigheim         | August Becher                                    | VP     |
| Böblingen         | Karl von Göz                                     | DP     |
| Brackenheim       | August Liomin                                    | DP     |
| Cannstatt         | Karl Hartenstein († 1887)                        | DP     |
| Cannstatt         | Oskar von Nast                                   | DP     |
| Esslingen         | Emil von Kessler (legte 1885 sein Mandat nieder) | DP     |
| Esslingen         | Paul Mauz                                        | DP     |
| Heilbronn (Amt)   | Georg Härle                                      | VP     |
| Leonberg          | Johann Friedrich Ramm                            |        |
| Ludwigsburg (Amt) | Ferdinand Schnaidt                               | VP     |
| Marbach           | Hermann Stockmayer                               | VP     |
| Maulbronn         | Louis Combe                                      | VP     |
| Neckarsulm        | Wilhelm Lang                                     | VP     |
| Stuttgart (Amt)   | Wilhelm von Zipperlen                            | DP     |
| Vaihingen         | Jakob Maurer                                     | VP     |
| Waiblingen        | Hermann Heß                                      | VP     |
| Waiblingen        | Karl Weishaar                                    | DP     |
| Weinsberg         | Karl Rettich                                     |        |

### Die Abgeordneten der Oberämter desJagstkreises
| Oberamt         | Name                                           | Partei                             |
| --------------- | ---------------------------------------------- | ---------------------------------- |
| Aalen           | Dr. Moriz Mohl (legte 1887 sein Mandat nieder) |                                    |
| Aalen           | Hermann Wittich                                |                                    |
| Crailsheim      | Leonhard Sachs                                 | DP                                 |
| Ellwangen (Amt) | Xaver Rathgeb                                  |                                    |
| Gaildorf        | Friedrich Haaf                                 |                                    |
| Gerabronn       | Gottlob Friedrich Egelhaaf                     | parteilos, aber der VP nahestehend |
| Gmünd           | Johann Nepomuk Miller († 1883)                 |                                    |
| Gmünd           | Dr. Bruno Klaus                                | Landespartei                       |
| Hall            | Johann Haigold                                 | der VP nahestehend                 |
| Heidenheim      | Nikolaus Bantleon                              | DP                                 |
| Künzelsau       | Friedrich Spieß                                | DP                                 |
| Mergentheim     | Freiherr Hermann von Mittnacht                 |                                    |
| Neresheim       | Joseph Laurentius Ruf († 1886)                 | Landespartei                       |
| Neresheim       | Caspar Vogler                                  |                                    |
| Öhringen        | Julius Leemann                                 |                                    |
| Schorndorf      | August von Hofacker                            | Landespartei                       |
| Welzheim        | Friedrich Distel                               | Landespartei                       |

### Die Abgeordneten der Oberämter desSchwarzwaldkreises
| Oberamt          | Name                                                     | Partei              |
| ---------------- | -------------------------------------------------------- | ------------------- |
| Balingen         | Louis Schwarz                                            | VP                  |
| Calw             | Julius Staelin                                           | DP                  |
| Freudenstadt     | Dr. Friedrich von Bitzer († 1885)                        | DP                  |
| Freudenstadt     | Alfred Hartranft                                         | DP                  |
| Herrenberg       | Johann Martin Schurer                                    | DP                  |
| Horb             | Pankratius Nußbaumer                                     |                     |
| Nagold           | Karl von Luz                                             | Landespartei        |
| Neuenbürg        | Erhard Beutter                                           | Landespartei        |
| Nürtingen        | Ferdinand Wilhelm Schmid                                 |                     |
| Oberndorf        | Karl von Leibbrand                                       | Landespartei        |
| Reutlingen (Amt) | Noa Wendler                                              | DP                  |
| Rottenburg       | Georg Vogt († 1888)                                      | DP                  |
| Rottenburg       | Gustav Holzherr                                          | VP                  |
| Rottweil         | Johann Nepomuk Ott († 1888)                              | Landespartei (?)    |
| Rottweil         | Josef Sayer                                              | Landespartei        |
| Spaichingen      | Leodegar Bühler                                          | DP                  |
| Sulz             | Eugen Hopf                                               | VP                  |
| Tübingen (Amt)   | Dr. Heinrich von Weber                                   | DP                  |
| Tuttlingen       | Theodor Ehninger                                         | Fraktion der Linken |
| Urach            | Georg Friedrich von Lenz (legte 1886 sein Mandat nieder) | DP                  |
| Urach            | Philipp Auer                                             | der DP nahestehend  |

### Die Abgeordneten der Oberämter desDonaukreises
| Oberamt    | Name                    | Partei              |
| ---------- | ----------------------- | ------------------- |
| Biberach   | Rudolf Probst           | Fraktion der Linken |
| Blaubeuren | Johannes Pfetsch        |                     |
| Ehingen    | Dr. Franz von Bagnato   | Landespartei (?)    |
| Geislingen | Karl Hohl               | Landespartei        |
| Göppingen  | Werner Richard Landerer | DP                  |
| Kirchheim  | Christian Ehninger      | DP                  |
| Laupheim   | Adolph Untersee         |                     |
| Leutkirch  | Ferdinand Eggmann       | Landespartei        |
| Münsingen  | Karl Rath               | VP                  |
| Ravensburg | Theophil Egger          | Fraktion der Linken |
| Riedlingen | Franz Xaver Hartmann    | VP                  |
| Saulgau    | Josef Rapp              | Landespartei        |
| Tettnang   | Joseph von Schlierholz  | Landespartei        |
| Ulm (Amt)  | Johann Friedrich Haug   | DP                  |
| Waldsee    | Johannes Uhl            | VP                  |
| Wangen     | Xaver Dentler           | Fraktion der Linken |